# Ennetmoos
Ennetmoos is een gemeente en plaats in het Zwitserse kanton Nidwalden.
Ennetmoos telt 1953 inwoners.
Beckenried · Buochs · Dallenwil · Emmetten · Ennetbürgen · Ennetmoos · Hergiswil · Oberdorf · Stans · Stansstad · Wolfenschiessen
- Gemeinsame Normdatei: 4804775-2
- Historisch woordenboek van Zwitserland: 000752
- Virtual International Authority File: 244760494
- WorldCat: E39PBJwdcdTP4p69pKpbhcKw4q